# Blondie’s Lucky Day
Blondie’s Lucky Day ist eine US-amerikanische Filmkomödie in Schwarz-Weiß aus dem Jahr 1946. Regie führte Abby Berlin, das Drehbuch schrieb Connie Lee nach den Comics von Chic Young. Die Hauptrollen spielten Penny Singleton und Arthur Lake. Blondie’s Lucky Day ist der siebzehnte Blondie-Film.

## Handlung
Dagwood Bumstead wird von seinem Boss, Mr. Dithers, der wegen eines wichtigen Vertrages verreisen muss, für drei Wochen mit der Leitung seiner Firma beauftragt. Schon am ersten Tag sucht ihn Richard Denby, der Bürgermeister, auf. Er lädt die Leiter aller größeren Firmen ein, damit diese arbeitslose, aber qualifizierte Kriegsheimkehrer einstellen. Dabei übt Denby ziemlichen Druck aus; so muss Dagwood die als Architektin ausgebildete Betty Jane McDermott einstellen. Ebenfalls auf Denbys Druck hin lädt er sie zum Essen ein – bei sich zu Hause. Dagwoods Frau Blondie reagiert zunächst etwas eifersüchtig, freundet sich aber schnell mit Betty Jane an. Am nächsten Tag begleitet sie die beiden zur Arbeit. Betty Jane kommt bei den Kollegen gut an. Allerdings ist auch Mr. Dithers wieder zurück: Das Projekt hat sich zerschlagen. Nun ist er zu Einsparungen gezwungen und denkt an Kündigungen. Blondie verteidigt Betty Jane verzweifelt. Sie kann Dithers nicht dazu überreden, Betty Jane zu behalten, erreicht jedoch, dass auch Dagwood gefeuert wird. Kurz darauf entwickeln Blondie und Betty Jane die Idee, dass Dagwood nun seine eigene Firma, die Bumstead Construction Agency, gründen solle. Doch bekommt die Firma keine Aufträge, weil niemand der erste Kunde sein möchte.
Schließlich konzentriert sich Dagwood auf Jonathan Butler, von dem er weiß, dass er ein neues Freilufttheater bauen lassen will. Er weiß aber nicht, dass Butler einen gleichnamigen Sohn hat, der sich bisher nur wenig um die Firma gekümmert hat und daher nun von seinem Vater entlassen wird. Dagwood ruft bei Butler an, um bei einem Essen Kontakt aufnehmen zu können, erreicht aber nur den Sohn. Der erkennt gerade, dass er sich seine bisherigen Essgewohnheiten nicht mehr leisten kann. Daher lässt er sich gerne einladen und schlägt ein teures Restaurant vor. Bei dem Essen sind auch Blondie und Betty Jane anwesend. Butler jr., der sich Johnny nennen lässt, und Betty Jane interessieren sich schnell für einander. Das Projekt kommt aber nicht zur Sprache, genauso wenig wie an den folgenden Abenden, an denen sich die vier treffen. Als Dagwood und Blondie feststellen, dass sie das nicht länger finanzieren können, drängen sie zusammen mit Betty Jane darauf, dass Johnny sich die mittlerweile erarbeiteten Pläne ansieht. Johnny muss nun zugeben, dass er nichts mehr mit der Firma zu tun hat. Er versteht aber, auch weil Betty Jane ihn deutlich darauf hinweist, dass die Bumsteads sehr viel Geld für ihn ausgegeben haben, und vermittelt ein Telefongespräch mit seinem Vater. Der ist immer noch wütend auf seinen Sohn und beendet das Gespräch sehr schnell. Nach längerer Überlegung hat Johnny eine Idee: Sein Vater lässt sich jeden Morgen massieren, und der Masseur schuldet Johnny noch etwas. Er will ihn bitten, am nächsten Morgen nicht zu kommen, sodass Dagwood ihn vertreten und so mit Butler ins Gespräch kommen kann.
Dagwood hat zwar keine Ahnung von Massage, ist dabei aber gut genug, um Butler dazu zu bringen, sich die Pläne anzusehen. Dieser findet sie gut, doch macht Dagwood einen Massagegriff, der Butler sofort einschlafen lässt. Kurz darauf trifft Mr. Dithers zu einem Treffen mit Butler ein. Doch auch er kann diesen nicht wecken. Als er herausbekommen will, wie das passiert ist, lässt er sich von Dagwood den Griff demonstrieren und schläft ebenfalls ein. Blondie, Betty Jane und Johnny sind bereits im Haus und wollen wissen, wie es läuft. Daher ruft Blondie bei der Sekretärin an. Die erreicht aber niemanden und findet im Massageraum Dagwood mit zwei bewusstlosen Männern vor. Entsetzt flieht sie und holt die Polizei, wobei sie Blondie und die anderen hereinlässt. Auch Johnny lässt sich den Griff zeigen. So finden die Polizisten drei bewusstlose Männer vor und versuchen, Dagwood festzunehmen. Blondie greift ein, wodurch alle drei geweckt werden, woraufhin die Polizei abzieht. Butler hält Dagwoods Plan für besser als den von Mr. Dithers und bittet diesen, die bereits bestehende Abmachung aufzulösen. Der stimmt zu, meint aber zu Dagwood, er solle sich an ihn wenden, wenn er Probleme mit der notwendigen Vorausleistung von 100.000 Dollar haben sollte. Davon wusste Dagwood noch nichts. Blondie handelt aus, dass Dagwood mit Lohnerhöhung wieder eingestellt wird und einen Bonus bekommt. Blondies Forderung, Dagwood zum Partner zu machen, lehnt Mr. Dithers dagegen ab, weil Dagwood ungeeignet für Führungsaufgaben sei. Blondie will weiter verhandeln, aber Dagwood hält ihr den Mund zu und akzeptiert das Angebot.
Running Gag mit dem Briefträger
Nachbarjunge Tommy Cooper warnt den neuen Briefträger vor Dagwood, er spricht dabei von einem menschlichen Torpedo. Doch der Briefträger winkt ab. Er sei gerade erst aus dem Krieg zurück und habe dort an fünf größeren Schlachten teilgenommen. Er könne einem einzelnen Mann sehr gut ausweichen. Kurz darauf stürmen Dagwood und Blondie zusammen aus dem Haus und rennen ihn um. Nach einer Weile beschwert sich der Briefträger bei Tommy, er habe nur von einer Person gesprochen. Der antwortet, der Briefträger könne nun allen erzählen, dass er an sechs größeren Schlachten teilgenommen habe.

## Hintergrund
Angelyn Orr war durch ihre Rolle als Joyce Ryan in Captain Midnight eine bekannte Radiosprecherin. Dies ist ihre einzige gelistete Filmrolle. Nach Irving Bacon und neben Eddie Acuff war Frank Jenks der dritte Darsteller des unglückseligen Briefträgers. In Blondie’s Lucky Day hatte er den ersten Auftritt in dieser Rolle.
Verantwortlicher Artdirector war Perry Smith. Für das Szenenbild war Herman Schoenbrun verantwortlich.
Blondie’s Lucky Day wurde von Columbia Pictures produziert und vertrieben. Gedreht wurde in der Zeit zwischen dem 24. September und dem 16. Oktober 1945. Die Uraufführung war am 4. April 1946. Über eine deutschsprachige Aufführung ist nichts bekannt.

## Rezeption

### Kritiken
William R. Weaver traf in seiner Kritik in Motion Picture Daily ziemlich genau das, was auch in den wenigen anderen Kritiken zu finden ist: Blondie’s Lucky Day zeige genau die Qualität der Unterhaltung, die von der Serie erwartet und seit langem geliefert werde. Penny Singleton und Arthur Lake hätten sich zu Synonymen der Figuren, die sie spielen, gemacht. Generell seien die darstellerischen Leistungen gut. In Harrison’s Reports wird bestätigt, dass diese Folge weder besser noch schlechter als die anderen Folgen sei. Die Geschichte und ihre Bearbeitung sei eine Kopie der anderen Filme. Dennoch und trotz der Verwendung aller alten Komödientricks sowie dem glücklichen, aber vorhersehbaren Ende wird der Film als amüsant und unterhaltend eingestuft. Hal Erickson sieht den Höhepunkt des Films am Anfang, als Dagwood die Firmenleitung übernimmt.
Neben Penny Singleton und Arthur Lake werden auch die Leistungen anderer Darsteller wie Jonathan Hale, Angelyn Orr, Robert Stanton und Paul Harvey hervorgehoben, ohne deren Leistungen die repetitiven Qualitäten der Serie kaum bestehen könnten.